# Kartuzijanski red
Kartuzijanci ((lat.): Ordo Cartusiensis (OC)), su rimokatolički monaški red nastao, poput kamaldolijanaca i klinijevaca, reformiranjem pravila benediktinskog reda 1084. godine.
Osnovao ga je sveti Bruno na temelju ponešto izmijenjenih pravila svetog Benedikta, i izgradio prvi samostan u blizini Grenoblea u francuskim Alpama. Ime Kartuzijanac potječe od imena planine Chartreuse u francuskim Predalpama. Ondje i danas djeluje Velika Kartuzija, koja funkcionira kao matična kuća Kartuzijanskog reda. Cilj sv. Bruna je bio da ustanovi samostane na osami i u tišini, gdje će se redovnici moći povući iz vreve društva i posvetiti se šutnji, samoći i postu (dnevno se poslužuju dva obroka u kojima nema niti najmanje količine mesa; u vrijeme posta kartuzijanci imaju samo jedan obrok dnevno), te kontemplativnoj molitvi i liturgiji. Red se raširio po Francuskoj, Njemačkoj i sjevernoj Italiji. 
Kartuzije su na tihim i izoliranim mjestima - tipično u planinama i šumovitim područjima.

## Život u kartuziji
Po načinu života, život redovnika kartuzijanaca u "kartuziji" predstavlja kombinaciju eremitskog (pustinjačkog) i cenobitskog (samostanskog) oblika redovničkog života. Kako se u dnevnoj rutini života osobitu pažnju posvećuje samoći i tišini, smije se reći da prevladavaju eremitski elementi. Redovnici su nastanjeni u odijeljenim kućicama koje povezuju dugački hodnici. Članovi reda se sastaju samo na molitvi, čak i objeduju svaki u svojoj ćeliji. 
Red je znamenit po noćnoj molitvi: u muškim samostanima se redovnici bude u 23,00 sati (nakon što su imali na raspolaganju pet sati za spavanje), te nakon pola sata bogoslužja u vlastitoj ćeliji odlaze na zajedničko bogoslužje; potom se praktično neprekidno moli (u crkvi ili u vlastitoj ćeliji) do 03,15 ujutro narednog dana. Vrijeme od 08,00 do 17,00 sati radnim danom (uključujući subotu) je posvećeno radu, koji se prekida kraćim molitvama, te vremenom za ručak i odmor od 11,00 - 13,00 sati. Kartuzijanci koji su svećenici ("patri") imaju nešto drugačije obveze od "braće" koji se bave fizičkim poslom. Braća žive pravim samotnjačkim životom i vrlo rijetko razgovaraju s bilo kime; patri češće komuniciraju s vjernicima koji dolaze u samostan. Svaki posao se radi pažljivo i "kao da se služi Bogu". 
Život u ženskim kartuzijama organiziran je slično, pri čemu "sestre konverze" imaju slično organiziran dan kao "braća" u muškim samostanima; a "klauzurne sestre" napuštaju svoje ćelije jedino radi odlaska na zajedničku molitvu u crkvu.
Meso, izuzev ribljeg, kartuzijanski monasi i monahinje uopće ne jedu. 
Kartuzije redovno imaju dobro uređena poljoprivredna dobra, čiji su proizvodi zbog pažnje koju ulažu braća glasoviti zbog visoke kvalitete. Osobito su cijenjeni njihovi likeri, ponajviše zeleni "Chartreuse" koji se proizvodi u Velikoj Kartuziji uz korištenje 130 gorskih trava, cvjetova i drugih biljaka. 
Odijelo im je bijele boje i sastoji se od habita, škapulara i kukuljice. Kartuzijanke nose pokrivalo za glave oblika kakav je uobičajen kod katoličkih časnih sestara: novakinje bijele boje, a zavjetovane sestre crne boje. Kartuzijanske sestre imaju vrlo staru privilegiju, da u nekim prigodama smiju za vrijeme mise čitati Evanđelje - što je prema katoličkim bogoslužnim propisima inače dopušteno jedino svećenicima i đakonima.

## Povijest reda
Poput drugih kontemplativnih zajednica, kartuzijanci u Srednjoj Europi su bili raspušteni, a njihova 24 samostana nacionalizirana mjerama prosvijećenog apsolutiste cara Josipa II. pod naslovom Edikt o vjerskoj toleranciji među kršćanskim vjerama iz 1781. godine. Francuska revolucija je na sličan način zatvorila svih 122 kartuzija u Francuskoj (obnovljene su nakon pada Napoleona); što su sekularističke vlasti Treće Francuske Republike ponovile 1901. godine (Velika Kartuzija je bila ponovno otvorena tek 1940. godine). Nacionalizaciju tih samostana i zabranu života u kartuzijama bile su, u doba ujedinjenja Italije u drugoj polovini 19. stoljeća, odredile i vlasti Kraljevine Italije.
U raznim zemljama Europe, u Južnoj Koreji, Sjedinjenim Američkim Državama, Brazilu i Argentini djeluje danas 18 kartuzija za redovnike, te 6 za redovnice. U njima živi oko 370 redovnika i 75 redovnica.
Pjevani dijelovi bogoslužja (a bogoslužje je kod kartuzijanaca pretežno pjevano) su i danas na latinskom jeziku, prema bogoslužnim knjigama i propisima drevnog tzv. "Kartuzijanskog obreda". Ni drugi dijelovi života u kartuzijama u principu nisu mijenjani povodom reformi provedenih nakon II. vatikanskog koncila - te zapravo nisu bitno mijenjani još od vremena sv. Bruna. Sami kartuzijanci daju lapidarno objašnjenje: "Cartusia nunquam reformata quia nunquam deformata" — "Kartuzijanski red nije nikad bio reformiran, jer nikad nije bio deformiran."

## Kartuzijanci u Sloveniji
Samostan najbliži Hrvatskoj je Kartuzija Pleterje u Sloveniji.
Kartuzija Pleterje mjesto je života i rada monaha iz cijele srednje Europe, ali i iz nekih drugih krajeva svijeta. Među članovima ove kartuzije ima Slovenaca, Mađara, Hrvata i monaha drugih nacionalnosti. 

## Vanjske poveznice
- Kartuzija Pleterje (na hrvatskom jeziku)
- Carthusian Order website
- "Tišina", film o životu u kartuziji, 2 h 41 min, titlovi na hrvatskom
- "Beyond the Silence", video o kartuzijanskom životu danas, 13 min, titlovi na engleskom